# 哈查托霍山
16°1′8″S 68°25′26″W / 16.01889°S 68.42389°W
哈查托霍山（Jach'a T'uxu），是玻利維亞的山峰，位於該國西部拉巴斯省的洛斯安地斯省，處於帕塔帕塔尼山西南面和瓦里塞皮塔尼亞山東北面，屬於安第斯山脈中玻利維亞瑞阿爾山脈的一部分，海拔高度5,358米。